# Stormgebieder
Stormgebieder, eerder in het Nederlands verschenen onder de titel Heer der Stormen, is een fantasyboek van de Britse schrijfster Tanith Lee.
The Storm Lord werd in 1978 in het Nederlands vertaald door uitgeverij Gradivus SF als Heer der Stormen. In 1986 werd het verhaal opnieuw uitgebracht door uitgeverij Meulenhoff onder de naam Stormgebieder.

## Verhaal
Raldnor, de Heer der Stormen werd verwekt door een koning bij een bleke heks. Hij werd verborgen tussen vreemden op de Schaduwloze Vlakten. Wanneer zijn geliefde wordt vermoord, komt hij op voor zijn geboorterecht en gaat hij op weg naar de verre hoofdstad Koramvish om de strijd aan te gaan met zijn valse halfbroer.

## Stormgebieder-trilogie
1. 1976 - Stormgebieder (The Storm Lord)
2. 1983 - Anackire
3. 1988 - Het Witte Serpent (The White Serpent)